# Діошод
Діошод (рум. Dioșod) — село у повіті Селаж в Румунії. Входить до складу комуни Хереклян.
Село розташоване на відстані 396 км на північний захід від Бухареста, 12 км на північ від Залеу, 72 км на північний захід від Клуж-Напоки.

## Населення
За даними перепису населення 2002 року у селі проживали 1007 осіб, з них 1003 особи (99,6%) угорців.
Рідною мовою назвали:
| Мова      | Кількість осіб | Відсоток |
| --------- | -------------- | -------- |
| угорська  | 1001           | 99,4%    |
| румунська | 5              | 0,5%     |